# Budget TV
Budget TV was een Nederlands televisieprogramma van de AVRO. Het was voor het eerst te zien op 20 maart 2009 op Nederland 3. Het programma kampte met tegenvallende kijkcijfers en op 22 mei 2009 werd de laatste aflevering uitgezonden.

## Overzicht
In dit programma presenteren Tijl Beckand, Ruben Nicolai en Ruben van der Meer een programma vol entertainment en budgettips. Een rijke verzameling experts, verslaggevers en gasten staat hen daarin bij. In een decor, dat bestaat uit rekwisieten uit andere televisieshows, casino's en amusementshallen krijgen onder andere budget-cabaretiers een kans om voor een groot publiek op te treden en wordt er wekelijks op zoek gegaan naar een nieuw model voor een budgetfolder. Daarnaast worden de voordeligste culturele activiteiten aangestipt en wordt er advies gegeven over hoe je op een budgettair verantwoorde manier met vakantie kunt.
Ook toeren Tijl, Ruben, Ruben en Horace met een gelijksoortig programma door het land met hun theatershow genaamd Budget Jongerendag. Veel onderdelen van het televisieprogramma zijn hierin terug te zien.
Op 8 juni 2009 werd bekend dat het televisieprogramma Budget TV ophoudt te bestaan. Het bijbehorende theaterprogramma zal onder een andere naam verdergaan. Op 8 juni 2009 werd ook de laatste Budget TV-theatervoorstelling gespeeld in het Beatrix Theater in Utrecht.

## Lijst van afleveringen
| Aflevering | Datum         | Gast            |
| ---------- | ------------- | --------------- |
| 1.1        | 20 maart 2009 | Patrick Lodiers |
| 1.2        | 27 maart 2009 | Jamai Loman     |
| 1.3        | 3 april 2009  | Maik de Boer    |
| 1.4        | 10 april 2009 | Sonja Silva     |
| 1.5        | 17 april 2009 | Jody Bernal     |
| 1.6        | 24 april 2009 | Glenn Helder    |
| 1.7        | 1 mei 2009    | Hind Laroussi   |
| 1.8        | 8 mei 2009    | Barbara de Loor |
| 1.9        | 15 mei 2009   | Judith Osborn   |
| 1.10       | 22 mei 2009   | Manuëla Kemp    |

## Terugkerende onderwerpen
- Quiz: Dit is jouw antwoord, wat is de vraag?
- Soap: In zak en as
- Van Poldermodel tot foldermodel (t/m afl. 6)
- So you wannabe a jurylid (vanaf afl. 7)
- Cultuurcarrousel en Cultuur-tip top 5
- Spiritualiteit (De Groepstherapie)
- Optreden van een band